# فرانشيسكو الأول ديستي
فرانشيسكو الأول ديستي (مودينا، 6 سبتمبر 1610 -- سانتيا، 14 أكتوبر 1658) الابن الأكبر ألفونسو الثالث ديستي دوق مودينا وريدجو الذي خلفه 25 يوليو 1629 إثر تخليه عن العرش. فكان دوقاً مودينا و ريدجو بين عامي 1629 و1658.